# 고령 반룡사 목조지장보살좌상
고령 반룡사 목조지장보살좌상(高靈 盤龍寺 木造地藏菩薩坐像)은 경상북도 고령군 쌍림면 반룡사에 있는 불상이다. 2018년 12월 20일 경상북도의 문화재자료 제668호로 지정되었다.

## 지정 사유
이 불상은 고령 반룡사 지장전에 봉안되어 있는 지장보살상이다. 나무 재질 위에 도금된 상태인데 도금, 채색 등을 포함하여 보존상태는 매우 양호하다. 양식적 특징으로 보아 17세기 후반에서 18세기 초반까지 활동한 금문(金文)의 작품으로 판단된다. 금문은 법령(法靈)-혜희(慧熙)·조능(祖能)-금문(金文)-청윤(淸允)으로 이어진 17∼18세기 법령파(法靈派)에 소속되었던 조각승이다.
발원문 기록을 통해 제작연대와 조각가가 확인되지는 않았지만, 조각의 양식적 특징이 뚜렷하여 조각가와 제작시기가 추정될 정도로 학술적 가치가 인정되므로 문화재자료로 지정한다.

## 참고 문헌
- 고령 반룡사 목조지장보살좌상 - 국가유산청 국가유산포털